# Олимпийский комитет Португалии
Олимпийский комитет Португалии (порт. Comité Olímpico de Portugal) — организация, представляющая Португалию в международном олимпийском движении. Основан и зарегистрирован в МОК в 1909 году.
Штаб-квартира расположена в Лиссабоне. Является членом МОК, ЕОК и других международных спортивных организаций. Осуществляет деятельность по развитию спорта в Португалии.